# Yves Duhoux
Yves Duhoux (* 1942) ist ein belgischer Altphilologe, Sprachwissenschaftler und Mykenologe.
Duhoux war seit 1989 als chef de travaux an der Université catholique de Louvain tätig, zuletzt als Professor.
Duhoux arbeitet auf dem Gebiet der altgriechischen Sprachwissenschaft. Ausführliche Studien widmete er dem griechischen Verb, den altgriechischen Dialekten und vor allem dem mykenischen Griechisch (Linear B). Weitere Studien behandeln den Diskos von Phaistos, das Eteokretische und die bisher noch nicht entzifferte Linear A-Schrift.
1984 wurde er mit dem Prix Joseph Gantrelle ausgezeichnet.

## Schriften (Auswahl)
Monographien
- Le Disque de Phaestos. Archéologie, épigraphie, édition critique, index. Préface de Michel Lejeune. Diff. J. Vrin, Paris, Louvain 1977.
- L’étéocrétois. Les textes, la langue. J. C. Gieben, Amsterdam 1982. – Rez. von Günter Neumann, in: Zeitschrift für vergleichende Sprachforschung 96, 1982/83, Ss. 301–303, (online).
- Les Langues du Linéaire A et du disque de Phaestos. Ediciones universidad de Salamanca, Salamanca 1983.
- Introduction aux dialectes grecs anciens. Problèmes et méthodes, recueil de textes traduits. Louvain-La-Neuve 1984, ISBN 2-87077-177-0.
- Le verbe grec ancien. Éléments de morphologie et syntaxe historiques. Peeters, Louvain-la-Neuve 1992, deuxième édition revue et augmentée 2000. – Rez. von Robert Plath, Gnomon 70, 1998, S. 97–100.

Herausgeberschaft
- mit Anna Morpurgo Davies (Hrsg.): A Companion to Linear B: Mycenaean Greek Texts and their World. 3 Bde., Peeters, Louvain, Bd. 1: 2008, Bd. 2: 2011, Bd. 3: 2014. – Rez. von Michael F. Lane, in: Bryn Mawr Classical Review 2009.03.33.
- mit John Bennet, Thomas G. Palaima (Hrsg.): Problems in decipherment. Peeters, Louvain-la-Neuve 1989 (Bibliothèque des Cahiers de l’Institut de linguistique de Louvain, 49).